# Blå gelémussling
Blå gelémussling (Hohenbuehelia atrocoerulea) är en svampart som först beskrevs av Elias Fries, och fick sitt nu gällande namn av Rolf Singer 1951. Blå gelémussling ingår i släktet Hohenbuehelia och familjen musslingar.  Arten är reproducerande i Sverige. Inga underarter finns listade i Catalogue of Life.